# Klooga järv
Klooga järv är en sjö i Estland.   Den ligger i landskapet Harjumaa, i den västra delen av landet, 30 km väster om huvudstaden Tallinn. Klooga järv ligger 14 meter över havet.  I omgivningarna runt Klooga järv växer i huvudsak blandskog.